# Лім Сі Хьон
Лім Сі Хьон (13 червня 2003 , Каннин, Канвон ) — південнокорейська лучниця, триразова олімпійська чемпіонка 2024 року.

## Виступи на Олімпіадах
| Олімпіада  | Дисципліна             | Місце |
| ---------- | ---------------------- | ----- |
| Париж 2024 | індивідуальна першість | 1     |
| Париж 2024 | командна першість      | 1     |
| Париж 2024 | змішана команда        | 1     |

## Зовнішні посилання
- Лім Сі Хьон на сайті World Archery (англійська)
- Лім Сі Хьон на сайті Olympics.com (англійська)